# 鸡糕
鸡糕，又称酥鸡，是一种以鸡肉为主要原料制作而成是食物。鸡糕起源于江苏涟水地区，是淮扬菜的重要食材之一。

## 历史
传说当年乾隆下江南，经过涟水，见此处物丰民富，乾隆帝便问知县可有“素鸡”。城中有位薛姓厨师，技艺高超，以地方土鸡为原料，精心加工，做出一盘晶莹透明，粉嫩如酥的“素鸡”，乾隆帝龙颜大悦。从此，涟水鸡糕名声大噪。

## 原料
鸡糕以土鸡胸脯肉为主料，配之适量的鲜虾仁、桂鱼肉、鸡蛋、山药、红薯粉（或豆粉）、葱姜汁等辅料，加上十多种调味品制作而成。

## 制作方法
鸡糕制作的主要工序是：
首先将土鸡胸脯肉与桂鱼肉放在清水中浸泡，去掉血水，使之洁白如玉；
然后捞起晾干，斩成肉泥，另留少量鸡肉泥备用；
再把鸡蛋清、捣碎的山药、鲜虾仁与红薯粉及调味品一起放入鸡肉桂鱼泥中，充分搅拌使之均匀，成为粘性较强的白色糊状，按一寸左右的厚度推在笼上备蒸；
将蛋黄放入备用的鸡肉糊内搅拌，使之成为黄色糊状物，再均匀地摊在笼中的白色糊状物上面；
最后以小火蒸熟，取出冷却后即成鸡糕。

## 特色
涟水鸡糕的特点是口感嫩、质地细、味道鲜、颜色明。它色泽黄白相间，味道鲜美，清爽雅淡，细腻如膏，嫩而不化，鲜而不散。

## 食用方法
鸡糕食用方法多种多样，既可做炒菜，也可烧、扣、蒸，还可以做羹汤、涮火锅；既可切成片、丁，又可剖成条、块，花色繁多，不拘一格。

## 文化影响
鸡糕作为涟水地区独有的传统名菜，已经有 200多年的历史了。因其制作方式繁杂，保质期短，故只流传于涟水周边地区，并成为涟水饮食文化的重要代表之一。旅居世界各地的涟水籍乡亲往往不惜迢迢千里，或稍或邮，以鸡糕寄托对家乡的思念。来往涟水的旅客也欣然一尝，通过鸡糕感受这里的物产人文。

## 荣誉
1998年，涟水鸡糕被评为淮阴市（今淮安市）十大名菜之一。
鸡糕被誉为涟水三宝之一，有谚道“涟水三件宝，曲酒捆蹄加鸡糕”。

## 菜谱
鸡糕炒青菜
青菜切段，鸡糕切片。青菜先下锅，大火炒至六成熟，加入鸡糕翻炒稍许，加入少许高汤、盐，收汤起锅。
鸡糕杂烩
鸡糕切条，大白菜切丝，木耳、皮肚水发好，另备鹌鹑蛋、葱姜调料适量。锅内放油，六成热放入葱、姜煸炒，然后把木耳、皮肚放入锅里翻炒稍许，加料酒、生抽，再放入大白菜丝翻炒，最后加入鸡糕、鹌鹑蛋轻炒均匀，加入高汤闷烧片刻，待大白菜酥烂后起锅。
青菜扣鸡糕
用姜蓉、生抽、老抽、蚝油、白糖、盐、味精、淀粉、清水调出芡汁；鸡糕切片，青菜剥芯，将青菜置于盘底，上摆鸡糕片，勾上芡汁，大火蒸20-30分钟出锅。
鸡糕野菌汤
将新鲜香菇、草菇、杏鲍菇和滑子菇等菌类洗净后入钵加高汤煲30-40分钟，加入鸡糕丁，小火煲20分钟，加入少量盐出锅。